# التحيز العنصري على ويكيبيديا
التحيز العنصري على ويكيبيديا تعرضت ويكيبيديا الإنجليزية لانتقادات بسبب التحيز العنصري المنهجي في تغطيتها. يرجع هذا التحيز جزئيًا إلى قلة تمثيل الأشخاص ذوي البشرة الملونة ضمن قاعدة محرريها المتطوعين. في مقال بعنوان "هل يمكن أن يكون التاريخ مفتوح المصدر؟ ويكيبيديا ومستقبل الماضي"، أُشير إلى أن اكتمال المقالات وتغطيتها يعتمد على اهتمامات مستخدمي ويكيبيديا، وليس بالضرورة على أهمية الموضوع ذاته.
أكد جيمس هير، الرئيس السابق لمؤسسة ويكيميديا في واشنطن العاصمة، أن "الكثير من تاريخ الأمريكيين السود قد تم إغفاله" في ويكيبيديا، وذلك بسبب أن معظم المقالات تُكتب من قبل محررين بيض. حسب بعض المصادر، فإن المقالات المتعلقة بالموضوعات الأفريقية يتم تحريرها غالبًا من قبل محررين من أوروبا وأمريكا الشمالية، مما يؤدي إلى عكس معرفتهم واستهلاكهم لوسائل الإعلام، والتي "تميل إلى صورة سلبية" عن إفريقيا.
زعمت مايرا ليريانو، من مركز شومبورغ للأبحاث في الثقافة السوداء، أن نقص المعلومات المتعلقة بالتاريخ الأسود على ويكيبيديا "يُظهر وكأنها ليست ذات أهمية".
قدمت عدة نظريات لتفسير هذه التناقضات العنصرية. أشار جاي كاسانو، الكاتب في مجلة فاست كومباني، إلى أن قلة عدد المحررين السود في ويكيبيديا تعود إلى النسبة الصغيرة للوجود الأسود في قطاع التكنولوجيا، بالإضافة إلى الافتقار النسبي للوصول الموثوق إلى الإنترنت.
من جانبها، ذكرت كاثرين ماهر، المديرة التنفيذية لمؤسسة ويكيميديا، أن تركيزات المحتوى في ويكيبيديا تعكس التركيزات الموجودة في المجتمع ككل. وأوضحت أن ويكيبيديا يمكنها فقط تمثيل ما يتم الإشارة إليه في المصادر الثانوية، والتي كانت تاريخيًا متحيزة لصالح الرجال البيض وتركز على إنجازاتهم.
وأشارت الدراسات إلى أن محتوى ويكيبيديا يتأثر بتحيزات محرريها، الذين هم في الغالب رجال يعملون في وظائف تقنية، يتحدثون الإنجليزية، ويعيشون في دول متقدمة ذات أغلبية مسيحية تقع في نصف الكرة الشمالي. إضافة إلى التحيز العنصري في ويكيبيديا، فإن الموسوعات العامة معرضة بشكل عام للتخريب من قبل جماعات الكراهية ، مثل جماعات التفوق الأبيض.

## نتائج البحث والتحليل
التحدي الذي يواجه المحررين الذين يحاولون إضافة مقالات عن التاريخ الأسود إلى ويكيبيديا هو شرط أن تفي موضوعات المقالة المحتملة، مثل الأفراد أو الأحداث التاريخية، بمعايير " الشهرة" في ويكيبيديا. كتبت سارة بوبولتز من هافينغتون بوست أن معايير الشهرة في ويكيبيديا "تشكل مشكلة مزعجة لأولئك الذين يكافحون من أجل المزيد من المحتوى حول النساء والأقليات"، لأن "هناك ببساطة توثيقًا أقل عن العديد من النساء والأقليات الناجحات عبر التاريخ - غالبًا ما تم تجاهلهن، بعد كل شيء، أو أجبرن على تقديم مساهماتهن كمساعدات لشخص آخر". علاوة على ذلك، فإن عمل البحث وإدراج الأصوات العنصرية المكبوتة هو عمل يقوم به في الغالب محررو ويكيبيديا الذين هم أنفسهم مضطهدون، مما يخلق عبئًا إضافيًا عليهم.
صرح ماهر أن إحدى المشكلات هي أن المحتوى الموجود على ويكيبيديا يجب أن يكون مدعومًا بمصادر ثانوية، وهي المصادر التي تقول إنها على مر التاريخ كانت تحتوي على تحيز تجاه الرجال البيض؛ لم يتم تمثيل الأشخاص الملونين في إنشاء المعرفة السائدة أو إدراجهم في تلك المعرفة،" حيث "كانت الموسوعات القديمة مكتوبة في الغالب من قبل رجال أوروبيين. يعمل التحيز العنصري في ويكيبيديا على تعزيز المعتقدات العنصرية لدى القراء، ولكن على العكس من ذلك، فإن إصلاح هذا التحيز قد يؤدي إلى تطوير المزيد من التعاطف لدى القراء تجاه الأشخاص ذوي العرق المختلف. لقد أدت الجهود المبذولة لمعالجة التحيز حتى الآن إلى خلق بعض المساحة للنساء البيض، ولكن ليس للأشخاص ذوي البشرة البيضاء أو المضطهدين على أساس عرقي أو غير ذلك. وفقًا لبيتر رينوسا، "هناك تمثيل ناقص للاتينيين الذين يكتبون في ويكيبيديا"، ونتيجة لذلك "قد تظل العديد من المواضيع غير مستكشفة، أو على الأقل لن تحظى هذه المواضيع بالاهتمام الذي تستحقه".
في عام 2018، انتقد مركز قانون الفقر الجنوبي (SPLC) ويكيبيديا لكونها "عُرضة للتلاعب من قبل النازيين الجدد والقوميين البيض والأكاديميين العنصريين الذين يسعون إلى جمهور أوسع لوجهات النظر المتطرفة". وفقًا لمركز قانون الفقر الجنوبي:"يمكن لمروجي وجهة النظر المدنية تعطيل عملية التحرير من خلال إشراك المستخدمين الآخرين في مناقشات مملة ومحبطة أو ربط المسؤولين بجولات لا نهاية لها من الوساطة. يشمل المستخدمون الذين يندرجون في هذه الفئة الأكاديميين العنصريين وأعضاء مجتمع التدوين للتنوع البيولوجي البشري أو HBD. في السنوات الأخيرة، أدى انتشار المساحات الإلكترونية اليمينية المتطرفة، مثل المنتديات القومية البيضاء ومجالس اليمين البديل ومدونات التنوع البيولوجي البشري، إلى إنشاء مجموعة جاهزة من المستخدمين الذين يمكن تجنيدهم لتحرير ويكيبيديا بشكل جماعي. إن وجود القوميين البيض وغيرهم من المتطرفين اليمينيين على ويكيبيديا يمثل مشكلة مستمرة من غير المرجح أن تختفي في المستقبل القريب نظرًا للتحول السياسي نحو اليمين في البلدان التي يعيش فيها غالبية مستخدمي الموقع."
استشهد مركز قانون الفقر الجنوبي بالمقالة "العرق والذكاء" كمثال على تأثير اليمين البديل على ويكيبيديا، مشيرًا إلى أنه في ذلك الوقت قدمت المقالة " توازنًا زائفًا" بين وجهات النظر العنصرية المتطرفة و"المنظور السائد في علم النفس".
في يونيو 2020، وُصفت ويكيبيديا في مجلة سلايت بأنها "ساحة معركة من أجل العدالة العرقية" ردًا على انتقادات الحياد، وتغطية جورج فلويد وجريمة قتله ، وحركة حياة السودمهمة، وترشيحات حذف المقالات لأحد مؤسسي أسبوع بلاك بيردرز.
وفقًا لبيورك جيمس، فإن التحيز العنصري في ويكيبيديا لا يؤدي فقط إلى التمثيل غير الكافي للأشخاص والمعرفة ذات الأصول العرقية المختلفة، بل يؤدي أيضًا إلى التوصيف العنصري الخاطئ للظواهر التاريخية والاجتماعية التي تشمل أشخاصًا غير البيض. وهذا يعني أن إصلاح التحيز العنصري في ويكيبيديا لا يمكن أن يتحقق بمجرد إضافة محتوى أكثر تخصصًا. بل إنه يتطلب تحولات في طريقة عرض العديد من موضوعات المعرفة العامة. تكتب بيورك جيمس أن ويكيبيديا بحاجة إلى توسيع نطاق استخدامها للمصادر الموثوقة لتشمل العدد الكبير من المنشورات الأكاديمية التي تمت مراجعتها من قبل النظراء في العقود الأخيرة والتي تسعى إلى تصحيح التوجه الغربي لمعظم المصادر التقليدية.

## الاستجابات
وقد جرت محاولات لتصحيح التحيزات العنصرية من خلال ماراثونات التحرير ، وهي أحداث منظمة يحاول فيها محررو ويكيبيديا تحسين تغطية موضوعات معينة وتدريب محررين جدد. في فبراير 2015، تم تنظيم العديد من فعاليات التحرير للاحتفال بشهر التاريخ الأسود في الولايات المتحدة. تم تنظيم أحد هذه المؤتمرات التحريرية من قبل البيت الأبيض لإنشاء وتحسين المقالات حول الأمريكيين الأفارقة في مجالات العلوم والتكنولوجيا والهندسة والرياضيات ( STEM ). كما قام مركز شومبورغ للبحوث في ثقافة السود، وجامعة هوارد ، والإذاعة الوطنية العامة بتنسيق جلسات تحريرية لتحسين تغطية التاريخ الأسود. "محررو ويكيبيديا لقد عقدوا "ماراثونات تحريرية" لتشجيع الآخرين على التعلم كيفية المساهمة بمحتوى حول مواضيع تم تجاهلها إلى حد كبير." أيد ليريانو تحرير ويكيبيديا، مشيرًا إلى أنه لكي يكون محتوى ويكيبيديا "ممثلاً، يجب على الجميع المشاركة".
في عامي 2015 و2016، نظم مركز شومبورج ماراثون تحريري بعنوان حياة السود مهمة تزامناً مع شهر التاريخ الأسود. أضاف المحررون المتطوعون تغطية حول الأفراد السود التاريخيين وحول المفاهيم الأساسية في الثقافة السوداء (على سبيل المثال، حول معرض هارلم للكتاب [الإنجليزية] وحول مصممة الأزياء السوداء جودي ديرينج ). تم أيضًا إنشاء مقالات جديدة حول التاريخ الأسود والشخصيات التاريخية السوداء. تم تنظيم مسابقة التحرير لعام 2016 بواسطة أفرو كراود.
قام محررا ويكيبيديا مايكل مانديبيرج ودوروثي هوارد بتنظيم ماراثونات تحريرية ذات موضوعات متنوعة "للمساعدة في زيادة الوعي ببعض الثغرات الصارخة في ويكيبيديا، والحاجة إلى أشخاص من خلفيات ومعارف متنوعة لملئها. صرح ليريانو "من المهم حقًا أن يعرف الملونون أن هناك هذه الفجوة" في تغطية التاريخ الأسود على ويكيبيديا "ويمكنهم تصحيحها" من خلال المشاركة كمحررين. في الولايات المتحدة، قدمت مؤسسة العلوم الوطنية 200 ألف دولار لتمويل الأبحاث حول قضية التحيز في تغطية الموضوعات في ويكيبيديا. لقد قامت مؤسسة العلوم الوطنية بإجراء دراستين حول سبب وجود تحيز في تحرير ويكيبيديا.
تحاول مؤسسة ويكيميديا التعامل مع قضية التحيز العنصري في ويكيبيديا. في عام 2015، ورد أن مؤسسة ويكيميديا قدمت العديد من المنح "للمنظمات في"الجنوب العالمي" - بما في ذلك أفريقيا وأمريكا اللاتينية وآسيا والشرق الأوسط - مع خطط لتحسين [تغطية مواضيع الجنوب العالمي في] ويكيبيديا." وبينما تدعم ويكيبيديا هذه الماراثونات التحريرية، فقد أكدت المنظمة دائمًا على أنه يجب أن تكون الاستشهادات الكافية موجودة دائمًا ويجب الحفاظ على الحياد دائمًا. صرح جيمي ويلز ، أحد مؤسسي ويكيبيديا، أن مؤسسة ويكيميديا "فشلت تمامًا" في تحقيق أهدافها في حل مشكلة الافتقار إلى التنوع بين محرري ويكيبيديا.